# 北京建龍重工集團
北京建龍重工集團有限公司，簡稱北京建龍重工集團和建龍集團（英語：Beijing Jianlong Heavy Industry Group Co., Ltd.），在1998年，現任董事長張志祥於唐山遵化，以租賃形式取得「遵化世盟鋼鐵有限公司」所有資產，為期5年，之後成立「遵化建龍鋼鐵總廠」（「北京建龍重工集團有限公司」前身），業務在中國內地和全球經營生產、研發和銷售各類鋼鐵、資源、船舶及機電與新產業。
根據世界鋼鐵協會資料數據顯示，建龍集團截至2020年底，在全球排名第8位、全國排名第5位，完成鋼產量3,647萬吨。

## 历史[4]
在1998年，現任董事長張志祥於唐山遵化，以租賃形式取得「遵化世盟鋼鐵有限公司」所有資產，為期5年，之後成立「遵化建龍鋼鐵總廠」（「北京建龍重工集團有限公司」前身）。 
1999年，「遵化建龍鋼鐵總廠」以租賃形式取得「遵化市长城钢铁公司」所有資產，為期3年。  
2000年9月15日，張志祥和復星集團合資設立「唐山建龍鋼鐵有限公司」，分別出資額為4.2533元人民幣和1.5466億元人民幣。
2002年12月31日，建龍鋼鐵和簡舟控股以共同出資2400萬美元，成立「唐山建龍簡舟鋼鐵有限公司」。
2015年10月，建龍集團收購海鑫鋼鐵所有資產。
2020年6月17日，建龍集團收購位於山西文水海威鋼鐵所有資產。
2021年8月2日，北京建龍重工集團被美國財富雜誌全球500強，排名為431位，以283.615億美元營業額，利潤為4.94億美元，資產為236.854億美元，總合計股東權益為47.867億美元，股東權益收益率為10.3%，淨資產收益率為2.1%，營業額收益率為1.7%，也是首次進入全球500強行列。